# Just Cause 2
Just Cause 2 is een third-person shooter openwereldcomputerspel ontwikkeld door Eidos Interactive en Avalanche Studios.

## Plot
Just Cause 2 zet spelers in de schoenen van Rico Rodriguez, een CIA-agent die de taak krijgt om zijn oude mentor op te sporen. Deze zou namelijk een aantal miljoen dollars van de overheid hebben gestolen. Dit brengt hem naar het fictieve eiland Panau dat in Azië zou liggen.

## Gameplay
Just Cause 2 wordt in eerste instantie omschreven als een third-person shooter, maar draait meer om de acties die uit te voeren zijn in de open wereld dat het spel de speler biedt. Spelers kunnen onder andere in auto's rijden, van auto naar auto springen en deze kapen, motoren en boten besturen en kapen, basejumpen, parachutespringen en vliegtuigen besturen en kapen. Rico kan dit dankzij zijn enterhaak (grapple-hook). Dit is een haak die hij overal op kan schieten om vervolgens het voorwerp naar zich toe te trekken, of vice versa.

## Mods
Op de pc zijn vele modificaties beschikbaar voor het spel, die de eigenschappen ervan wijzigen. Eén populaire mod is de toevoeging van een multiplayer-modus, dat meerdere spelers toestaat om tegelijkertijd te spelen.